# 프릿 빌트 : 더 비기닝
프릿 빌트 : 더 비기닝(Fritt Vilt III, Cold Prey 3)은 노르웨이에서 제작된 미켈 브라에네 산데모세 감독의 2010년 공포 영화이다. 이다 마리 바케루드 등이 주연으로 출연하였다. 알려진 다른 제목은 프릿 빌트 3이다.

## 출연

### 주연
- 이다 마리 바케루드
- 킴 S. 팔크-요옌센

### 조연
- 아르투르 베르닝